# Campionato mondiale per club FIVB 2012 (maschile)
Il Campionato del Mondo per club FIVB 2012 è stata l'8ª edizione del massimo torneo pallavolistico mondiale per club, organizzato come ogni edizione dalla FIVB. Come le tre edizioni precedenti, la sede della manifestazione è stata la città di Doha, capitale del Qatar.
Il torneo è iniziato il 13 ottobre 2012 e si è concluso il 19 ottobre. Il titolo è stato vinto dalla Trentino Volley, che per la quarta volta consecutiva si è laureata Campione del Mondo per club e si è aggiudicata il premio di 250.000 $.

## Formato
Il formato di questa edizione del campionato mondiale per club è quello in vigore dall'edizione 2009. Esso prevede la suddivisione delle otto squadre partecipanti in due gironi, A e B; si qualificano per la fase successiva le prime due classificate di ogni girone, che si incroceranno in semifinale (la prima del girone A incontrerà la seconda del girone B, e il contrario). Ai fini della classifica dei gironi si adotta il sistema "italiano" di assegnazione dei punteggi: 3 punti per le vittorie 3-0 e 3-1, 2 punti per la vittoria al tie-break, 1 punto per la sconfitta al tie-break e 0 punti per sconfitte 3-0 e 3-1.
Le squadre qualificatesi terze e quarte nel girone iniziale vengono eliminate, venendo tutte inserite nella classifica finale con il rango di quinte. Le vincitrici delle semifinali si contendono la vittoria finale, mentre le sconfitte si scontrano per la finale 3º-4º posto.

## Squadre partecipanti
Oltre alle squadre vincitrici delle competizioni continentali e alla squadra ospitante, come da regolamento la FIVB ha concesso due wild card: esse sono state assegnate alla Trentino Volley (campione in carica) e allo Skra Bełchatów (finalista della Champions League). Il sorteggio per la definizione dei gironi della prima fase si è tenuto il 2 settembre 2012.
| Gironi   | Squadra        | Nazione | Titolo                           |
| -------- | -------------- | ------- | -------------------------------- |
| Girone A | Trentino       | Italia  | Campione in carica e wild card   |
| Girone A | Tigres UANL    | Messico | Rappr. del Nord e Centro America |
| Girone A | Al-Rayyan      | Qatar   | Campione d'Asia                  |
| Girone A | Sada           | Brasile | Campione del Sudamerica          |
| Girone B | Zenit-Kazan    | Russia  | Campione d'Europa                |
| Girone B | Zamalek        | Egitto  | Campione d'Africa                |
| Girone B | Al-Arabi       | Qatar   | Squadra ospitante                |
| Girone B | Skra Bełchatów | Polonia | wild card                        |

## Fase a gironi

### Girone A
Risultati
| Data     | Incontri  | Incontri | Incontri    | 1° Set | 2° Set | 3° Set | 4° Set | 5° Set |
| -------- | --------- | -------- | ----------- | ------ | ------ | ------ | ------ | ------ |
| 13-10-12 | Sada      | 3 - 0    | Tigres UANL | 25-17  | 25-13  | 25-18  |        |        |
| 13-10-12 | Trentino  | 3 - 2    | Al-Rayyan   | 22-25  | 25-18  | 23-25  | 25-17  | 15-9   |
| 14-10-12 | Trentino  | 3 - 0    | Tigres UANL | 25-15  | 25-15  | 25-20  |        |        |
| 14-10-12 | Sada      | 3 - 1    | Al-Rayyan   | 25-20  | 23-25  | 25-16  | 25-23  |        |
| 16-10-12 | Trentino  | 3 - 2    | Sada        | 25-23  | 24-26  | 26-24  | 19-25  | 21-19  |
| 16-10-12 | Al-Rayyan | 3 - 0    | Tigres UANL | 25-13  | 25-17  | 25-18  |        |        |

Classifica
| Pos | Squadre     | Punti | Partite | Partite | Partite | Set   | Set   | Ratio | Punti | Punti  | Ratio |
| Pos | Squadre     | Punti | Giocate | Vinte   | Perse   | Vinti | Persi | Ratio | Fatti | Subiti | Ratio |
| --- | ----------- | ----- | ------- | ------- | ------- | ----- | ----- | ----- | ----- | ------ | ----- |
| 1   | Trentino    | 7     | 3       | 3       | 0       | 9     | 4     | 2.250 | 300   | 261    | 1.149 |
| 2   | Sada        | 7     | 3       | 2       | 1       | 8     | 4     | 2.000 | 290   | 246    | 1.179 |
| 3   | Al-Rayyan   | 4     | 3       | 1       | 2       | 6     | 6     | 1.000 | 252   | 256    | 0.984 |
| 4   | Tigres UANL | 0     | 3       | 0       | 3       | 0     | 9     | 0.000 | 146   | 225    | 0.649 |

### Girone B
Risultati
| Data     | Incontri       | Incontri | Incontri       | 1° Set | 2° Set | 3° Set | 4° Set | 5° Set |
| -------- | -------------- | -------- | -------------- | ------ | ------ | ------ | ------ | ------ |
| 13-10-12 | Skra Bełchatów | 3 - 0    | Zamalek        | 27-25  | 25-19  | 28-26  |        |        |
| 14-10-12 | Al-Arabi       | 1 - 3    | Zenit-Kazan    | 22-25  | 22-25  | 32-29  | 18-25  |        |
| 15-10-12 | Al-Arabi       | 3 - 0    | Zamalek        | 25-19  | 25-16  | 25-20  |        |        |
| 15-10-12 | Zenit-Kazan    | 2 - 3    | Skra Bełchatów | 25-21  | 23-25  | 25-17  | 19-25  | 10-15  |
| 17-10-12 | Zenit-Kazan    | 3 - 0    | Zamalek        | 25-13  | 25-19  | 25-14  |        |        |
| 17-10-12 | Skra Bełchatów | 3 - 1    | Al-Arabi       | 25-17  | 25-17  | 16-25  | 25-17  |        |

Classifica
| Pos | Squadre        | Punti | Partite | Partite | Partite | Set   | Set   | Ratio | Punti | Punti  | Ratio |
| Pos | Squadre        | Punti | Giocate | Vinte   | Perse   | Vinti | Persi | Ratio | Fatti | Subiti | Ratio |
| --- | -------------- | ----- | ------- | ------- | ------- | ----- | ----- | ----- | ----- | ------ | ----- |
| 1   | Skra Bełchatów | 8     | 3       | 3       | 0       | 9     | 3     | 3.000 | 274   | 248    | 1.105 |
| 2   | Zenit-Kazan    | 7     | 3       | 2       | 1       | 8     | 4     | 2.000 | 281   | 242    | 1.161 |
| 3   | Al-Arabi       | 3     | 3       | 1       | 2       | 5     | 6     | 0.833 | 244   | 250    | 0.976 |
| 4   | Zamalek        | 0     | 3       | 0       | 3       | 0     | 9     | 0.000 | 171   | 230    | 0.745 |

## Fase finale
|  | Semifinali     | Semifinali     | Semifinali |      |          | Finale             | Finale             | Finale             |  |
|  |                |                |            |      |          |                    |                    |                    |  |
|  | Trentino       | Trentino       | 3          |      |          |                    |                    |                    |  |
|  | Trentino       | Trentino       | 3          |      |          |                    |                    |                    |  |
|  | Zenit-Kazan    | Zenit-Kazan    | 0          |      |          |                    |                    |                    |  |
|  | Zenit-Kazan    | Zenit-Kazan    | 0          |      | Trentino | Trentino           | 3                  |                    |  |
|  |                |                |            |      | Trentino | Trentino           | 3                  |                    |  |
|  |                |                | Sada       | Sada | 0        |                    |                    |                    |  |
|  | Skra Bełchatów | Skra Bełchatów | Sada       | Sada | 0        | 2                  |                    |                    |  |
|  | Skra Bełchatów | Skra Bełchatów |            |      |          | 2                  |                    |                    |  |
|  | Sada           | Sada           | 3          |      |          | Finale 3º/4º posto | Finale 3º/4º posto | Finale 3º/4º posto |  |
|  | Sada           | Sada           | 3          |      |          |                    |                    |                    |  |
|  |                |                |            |      |          |                    |                    |                    |  |
|  |                |                |            |      |          | Zenit-Kazan        | Zenit-Kazan        | 1                  |  |
|  |                |                |            |      |          | Zenit-Kazan        | Zenit-Kazan        | 1                  |  |
|  |                |                |            |      |          | Skra Bełchatów     | Skra Bełchatów     | 3                  |  |

### Semifinali
| Data     | Incontri       | Incontri | Incontri    | 1° Set | 2° Set | 3° Set | 4° Set | 5° Set |
| -------- | -------------- | -------- | ----------- | ------ | ------ | ------ | ------ | ------ |
| 18-10-12 | Trentino       | 3 - 0    | Zenit-Kazan | 25-14  | 25-20  | 25-14  |        |        |
| 18-10-12 | Skra Bełchatów | 2 - 3    | Sada        | 21-25  | 25-23  | 25-27  | 25-23  | 9-15   |

### Finali
| Data     | Incontri    | Incontri | Incontri       | 1° Set | 2° Set | 3° Set | 4° Set | 5° Set |
| -------- | ----------- | -------- | -------------- | ------ | ------ | ------ | ------ | ------ |
| 19-10-12 | Zenit-Kazan | 2 - 3    | Skra Bełchatów | 18-25  | 25-18  | 25-15  | 24-26  | 10-15  |
| 19-10-12 | Trentino    | 3 - 0    | Sada           | 25-18  | 25-15  | 29-27  |        |        |

## Classifica finale
| Pos | Squadra        | Nazione | Confederazione | Premio    |
| --- | -------------- | ------- | -------------- | --------- |
| 1   | Trentino       | Italia  | CEV            | 250.000 $ |
| 2   | Sada           | Brasile | CSV            | 170.000 $ |
| 3   | Skra Bełchatów | Polonia | CEV            | 120.000 $ |
| 4   | Zenit-Kazan    | Russia  | CEV            | 90.000 $  |
| 5   | Al-Rayyan      | Qatar   | AVC            | 30.000 $  |
| 5   | Al-Arabi       | Qatar   | AVC            | 30.000 $  |
| 5   | Zamalek        | Egitto  | CAVB           | 30.000 $  |
| 5   | Tigres UANL    | Messico | NORCECA        | 30.000 $  |

## Premi individuali
| Premio                | Giocatore               | Squadra        |
| --------------------- | ----------------------- | -------------- |
| MVP                   | Osmany Juantorena       | Trentino       |
| Miglior realizzatore  | Aleksandar Atanasijević | Skra Bełchatów |
| Miglior schiacciatore | Jan Štokr               | Trentino       |
| Miglior muro          | Emanuele Birarelli      | Trentino       |
| Miglior servizio      | Wallace de Souza        | Sada           |
| Miglior ricevitore    | Sérgio Nogueira         | Sada           |
| Miglior libero        | Sérgio Nogueira         | Sada           |
| Miglior palleggiatore | William Arjona          | Sada           |